# Pisolampas
Pisolampas is een geslacht van uitgestorven zee-egels uit de familie Neolampadidae.

## Soorten
- Pisolampas concinna Philip, 1963 †